# Bsheiriyeh
Bsheiriyeh - Bello (tiếng Ả Rập: البشيرية بللو) là một ngôi làng Syria nằm ở Jisr al-Shughur Nahiyah ở huyện Jisr al-Shughur, Idlib. Theo Cục Thống kê Trung ương Syria (CBS), Bsheiriyeh - Bello có dân số 2490 trong cuộc điều tra dân số năm 2004.